# Oedaleus formosanus
Oedaleus formosanus är en insektsart som först beskrevs av Tokuichi Shiraki 1910.  Oedaleus formosanus ingår i släktet Oedaleus och familjen gräshoppor. Inga underarter finns listade i Catalogue of Life.